# Abrothallus cladoniae
Abrothallus cladoniae är en lavart som beskrevs av R. Sant. & D. Hawksw. 1990. Abrothallus cladoniae ingår i släktet Abrothallus, divisionen sporsäcksvampar och riket svampar.  Arten är reproducerande i Sverige. Inga underarter finns listade i Catalogue of Life.